# Open Ciudad de Valencia
O Open Ciudad de Valencia é um torneio de tênis feminino para profissionais da modalidade. É disputado em quadras de saibro ao ar livre na cidade de Valência, Espanha.

## Histórico
Fonte: organização do torneio.
- O Open Ciudad de Valencia começou sendo um torneio de US$ 25.000 do Circuito feminino da ITF em 2016.
- Em 2018 passou a ser um torneio de US$ 60.000.
- Não ocorreu em 2020 devido à pandemia de COVID-19.
- Em 2022 passou a ser um torneio de US$ 80.000.

## Resultados passados

### Simples
| Ano  | Campeã                                          | Vice-campeã                                     | Resultado                                       |
| ---- | ----------------------------------------------- | ----------------------------------------------- | ----------------------------------------------- |
| 2016 | Jasmine Paolini                                 | Quirine Lemoine                                 | 6–1, 2–6, 6–4                                   |
| 2017 | Irina Bara                                      | Olga Danilović                                  | 5–7, 6–4, 6–0                                   |
| 2018 | Paula Badosa Gibert                             | Aliona Bolsova Zadoinov                         | 6–1, 4–6, 6–2                                   |
| 2019 | Varvara Gracheva                                | Tamara Korpatsch                                | 3–6, 6–2, 6–0                                   |
| 2020 | Torneio cancelado devido à pandemia de COVID-19 | Torneio cancelado devido à pandemia de COVID-19 | Torneio cancelado devido à pandemia de COVID-19 |
| 2021 | Arantxa Rus                                     | Mihaela Buzărnescu                              | 6–4, 7–6(7–3)                                   |
| 2022 | Marina Bassols Ribera                           | Ylena In-Albon                                  | 6–4, 6–0                                        |

### Duplas
| Ano  | Campeãs                                         | Vice-campeãs                                    | Resultado                                       |
| ---- | ----------------------------------------------- | ----------------------------------------------- | ----------------------------------------------- |
| 2016 | Lina Gjorcheska Galina Voskoboeva               | Alicia Herrero Liñana Ksenija Sharifova         | 6–0, 6–0                                        |
| 2017 | Cristina Bucșa Yana Sizikova                    | Andrea Gámiz Georgina García Pérez              | 7–6(7–1), 7–6(7–5)                              |
| 2018 | Irina Khromacheva Nina Stojanović               | Valentini Grammatikopoulou Renata Zarazúa       | 6–1, 6–4                                        |
| 2019 | Irina Bara Rebeka Masarova                      | Andrea Gámiz Seone Mendez                       | 6–4, 7–6(7–2)                                   |
| 2020 | Torneio cancelado devido à pandemia de COVID-19 | Torneio cancelado devido à pandemia de COVID-19 | Torneio cancelado devido à pandemia de COVID-19 |
| 2021 | Aliona Bolsova Andrea Gámiz                     | Ekaterine Gorgodze Laura Pigossi                | 6–3, 6–4                                        |
| 2022 | Cristina Bucșa Ylena In-Albon                   | Irina Khromacheva Iryna Shymanovich             | 6–3, 6–2                                        |